# Długie Stare

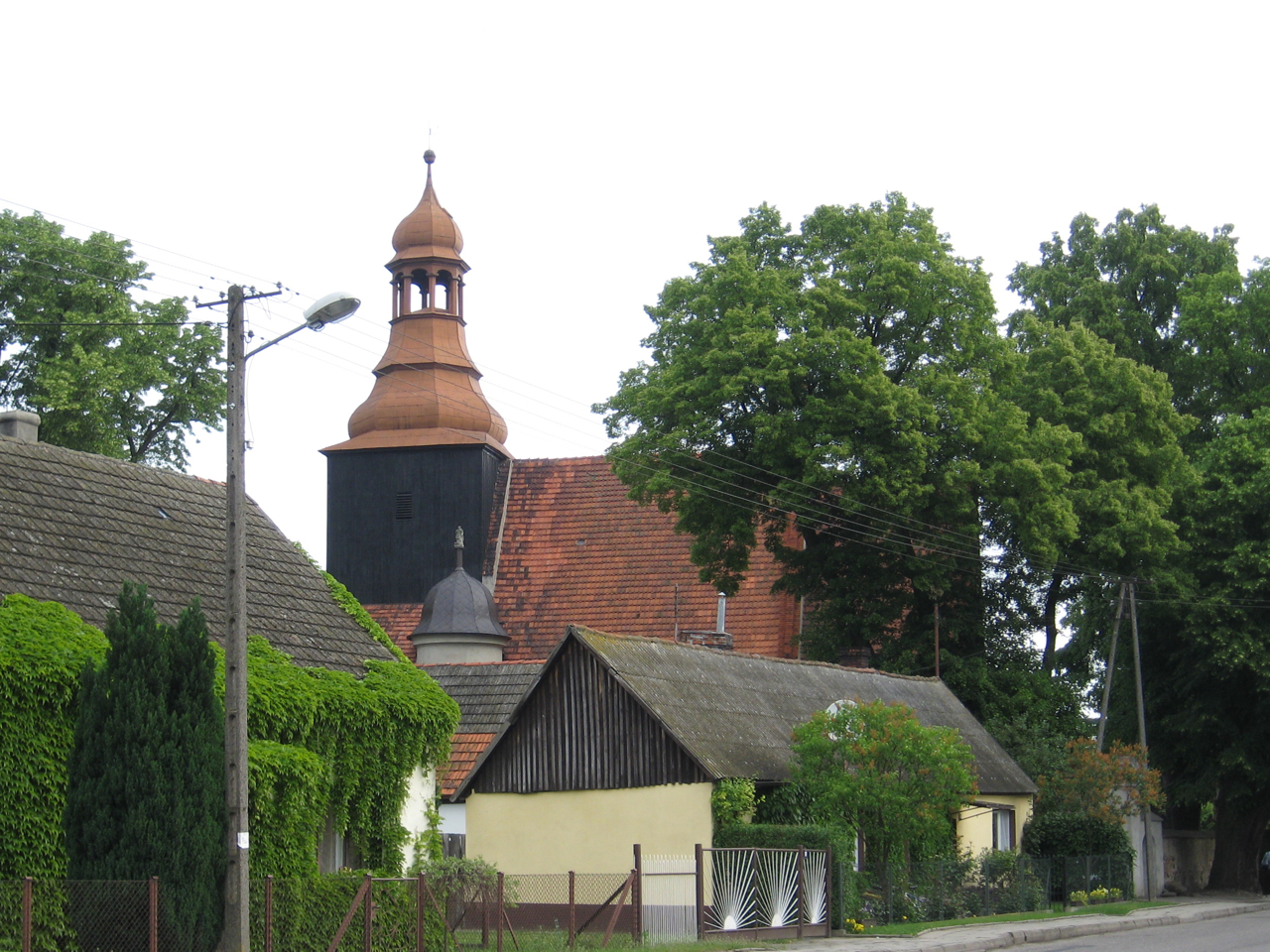
Die Kirche in Długie Stare

Długie Stare (deutsch Alt-Laube) ist ein Dorf in Polen in der Woiwodschaft Großpolen. Es gehört zur Gemeinde Święciechowa im Powiat Leszczyński.

## Geschichte
Die erste urkundliche Erwähnung des heutigen Długie Stare stammt aus dem Jahr 1322. Ein ehemaliger Ortsname war Długie Majori. Besitzer des Dorfes und dem zugehörigen Vorwerk Długie Nowe war die Familie Dłuski. 1707 zogen ein Heer Mongolen im Dienst des russischen Zaren durch das Dorf und plünderten es. 1709 forderte die Pest zahlreiche Opfer, durch strenge Vorschriften, welche die Bewegungsfreiheit einschränkten wurde der Ausbruch aber begrenzt. 1714 wurde Andrzej Nieżychowski Eigentümer des Dorfes, nachdem er seinen Bruder Mikołaj eine Ablöse bezahlt hatte. 1778 wurde in Długie Stare ein Krankenhaus mit acht Kammern errichtet. 1805 quartierte sich die preußische Armee in dem Dorf ein und es wurde ein Feuerwehrturm errichtet sowie eine Handpumpe zur Brandbekämpfung angeschafft. 1807 quartierten sich mehrfach französische Soldaten in dem Ort ein. Nach dem Ersten Weltkrieg wurde Długie Stare Teil des wiederentstandenen Polens, bevor es im September 1939 von der deutschen Wehrmacht besetzt wurde. Im Zuge der Umbenennung von Orten im besetzten Polen wurde der deutsche Name Alt-Laube im Dezember 1939 in Altlaube geändert. Während der Besatzungszeit gab es in Altlaube bis zum 27. August 1943 ein Zwangsarbeitslager für Juden.
Seit Ende des Zweiten Weltkrieges wurde der Ort als Długie Stare wieder Teil Polens.
1790 wurde der Feuerwehrturm abgerissen.

## Kultur und Sehenswürdigkeiten
Die Kirche wurde im 15. Jahrhundert von der Familie Dłuski, welcher der Wappengemeinschaft Nałęcz angehörte gestiftet. Ende des 16. Jahrhunderts wurde die Kirche zu einer evangelischen umgeweiht, aber bereits um 1606 wurde sie wieder zu einer katholischen Kirche. 1717 wurde von einem Orgelbauer aus Wschowa eine neue Orgel eingebaut. Wenige Jahre darauf, 1724, wurde ein neuer Altar errichtet und der alte in die Kirche des nahegelegenen Lasocice verlegt. 1758 bis 1759 wurde die Kirche erweitert und der Fußboden erneuert.

## Wirtschaft und Infrastruktur
Durch Długie Stare führt die Landesstraße 12, die in östlicher Richtung nach Leszno, in westlicher nach Głogów führt.
Die nächsten internationalen Flughäfen sind der Flughafen Posen-Ławica, etwa 65 Kilometer nordöstlich und der Nikolaus-Kopernikus-Flughafen Breslau, etwa 90 Kilometer südlich.
In dem Dorf gibt es eine Kalbaufzuchtstation.